# Хоксун
Хо̀ксун (на норвежки: Hokksund) е град в Южна Норвегия. Разположен е до южния бряг на река Драменселва в община Йовре Айкер на фюлке Бюскерю на около 60 km югозападно от столицата Осло. Главен административен център на община Йовре Айкер. Има жп гара. На 17 km източно от Хоксун е главният административен център на фюлке Бюскерю град Драмен. Население около 8000 жители.